# Цитадель (Будапешт)
Цитадель (угор. Citadella) — фортифікаційна споруда в Будапешті, столиці Угорщини, на пагорбі Геллерт. На цитаделі розміщена будапештська статуя Свободи.

## Історія

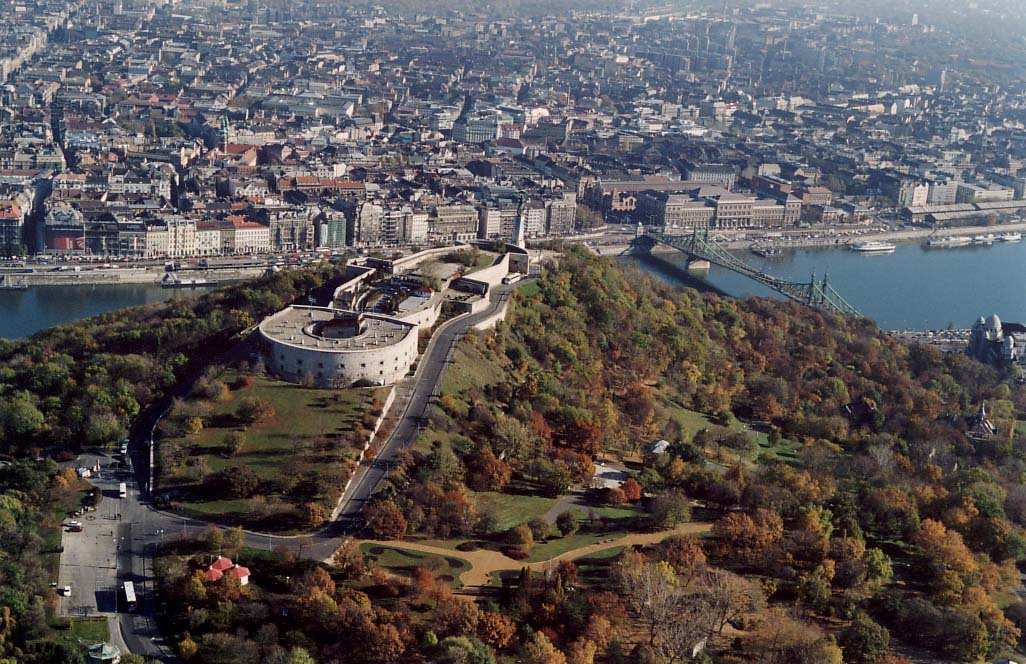
Цитадель на пагорбі Геллерт

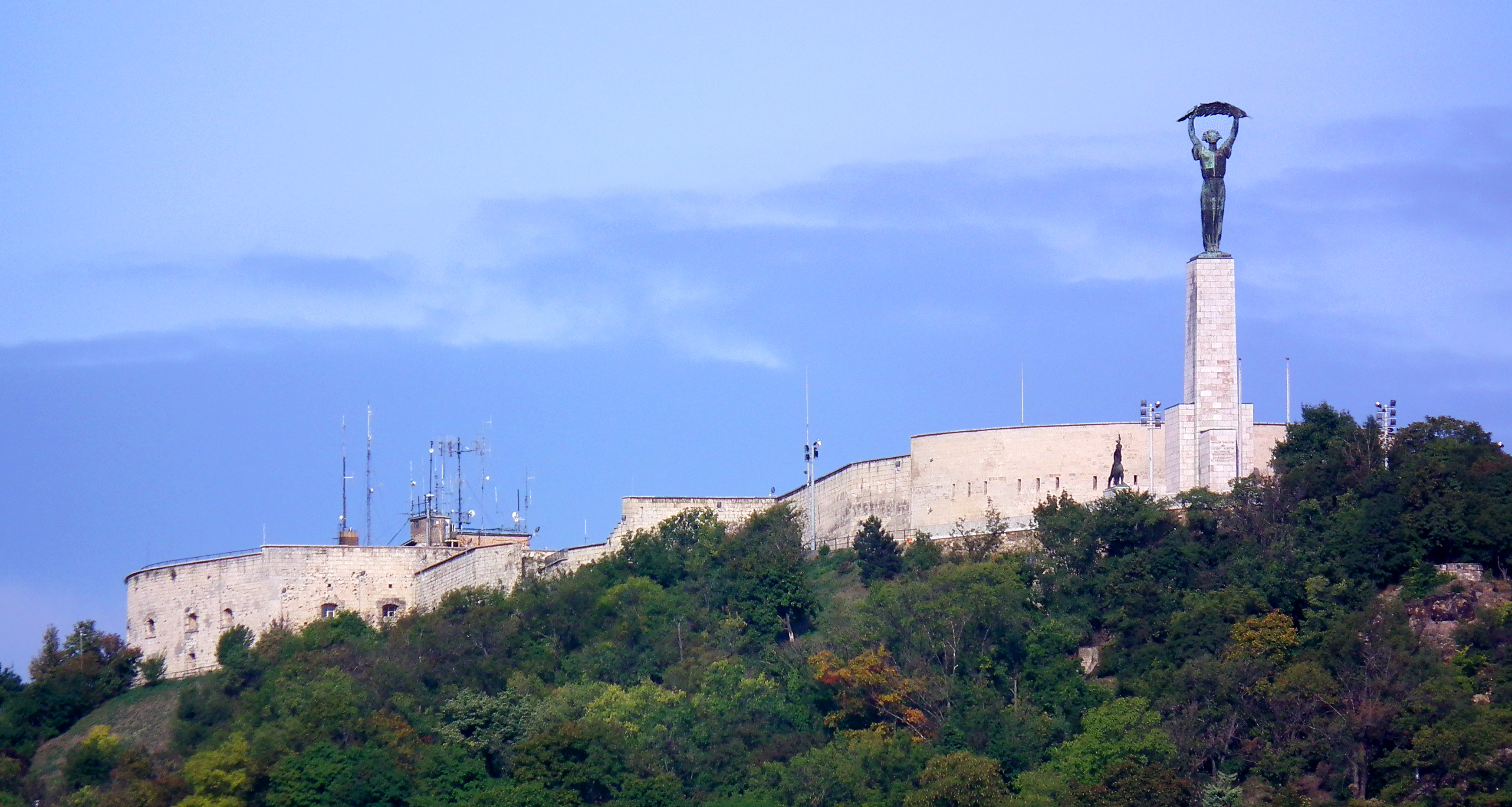
Панорама на цитадель та статую Свободи

Фортеця побудована 1851 року за ініціативи австрійського генерала Юліуса Якоба фон Гайнау. Зведено за проєктом Еммануеля Цітти й Ференца Кашшеліка після Угорської революції 1848—1849 років. Споруда займає територію майже всього пагорба на висоті 235 метрів. Фортеця має U-подібну форму, побудована навколо центрального двору. Довжина споруди становить 220 метрів, ширина — 60 метрів, висота — 4 метри. Цитадель мала 60 гармат.

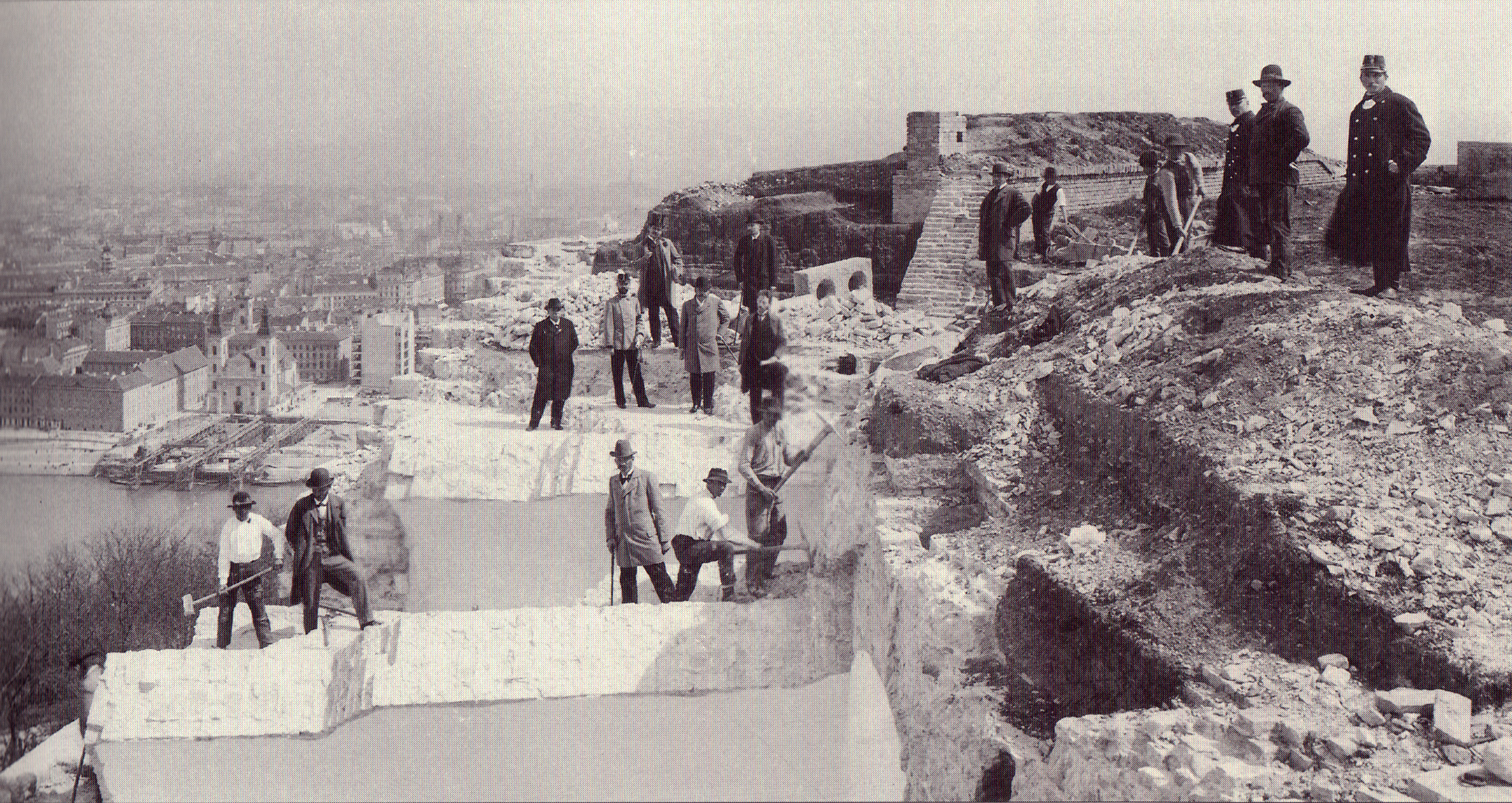
Часткове розбирання цитаделі в 1897—1898 роках

Цитадель будували угорські підневільні робітники. Будівництво завершено 1854 року. У червні того ж року австрійський гарнізон зайняв фортецю. Після австро-угорського компромісу й утворення Австро-Угорської монархії угорці вимагали, щоб гарнізон покинув цитадель. Проте це було зроблено лише в 1897 році. Тоді ж головний вхід до споруди символічно зруйнували. У 1899 році цитадель перейшла до власності міста. За кілька місяців, у 1900, стіни фортеці були знесені.
Востаннє цитадель використовували для військових цілей під час Другої світової війни. Після її завершення, в 1947 році, на ній встановили статую Свободи.
Під час Угорської революції 1956 року радянські війська зайняли цитадель і звідси обстрілювали місто, де відбувалося повстання проти уряду Імре Надя.

## Визначні пам'ятки

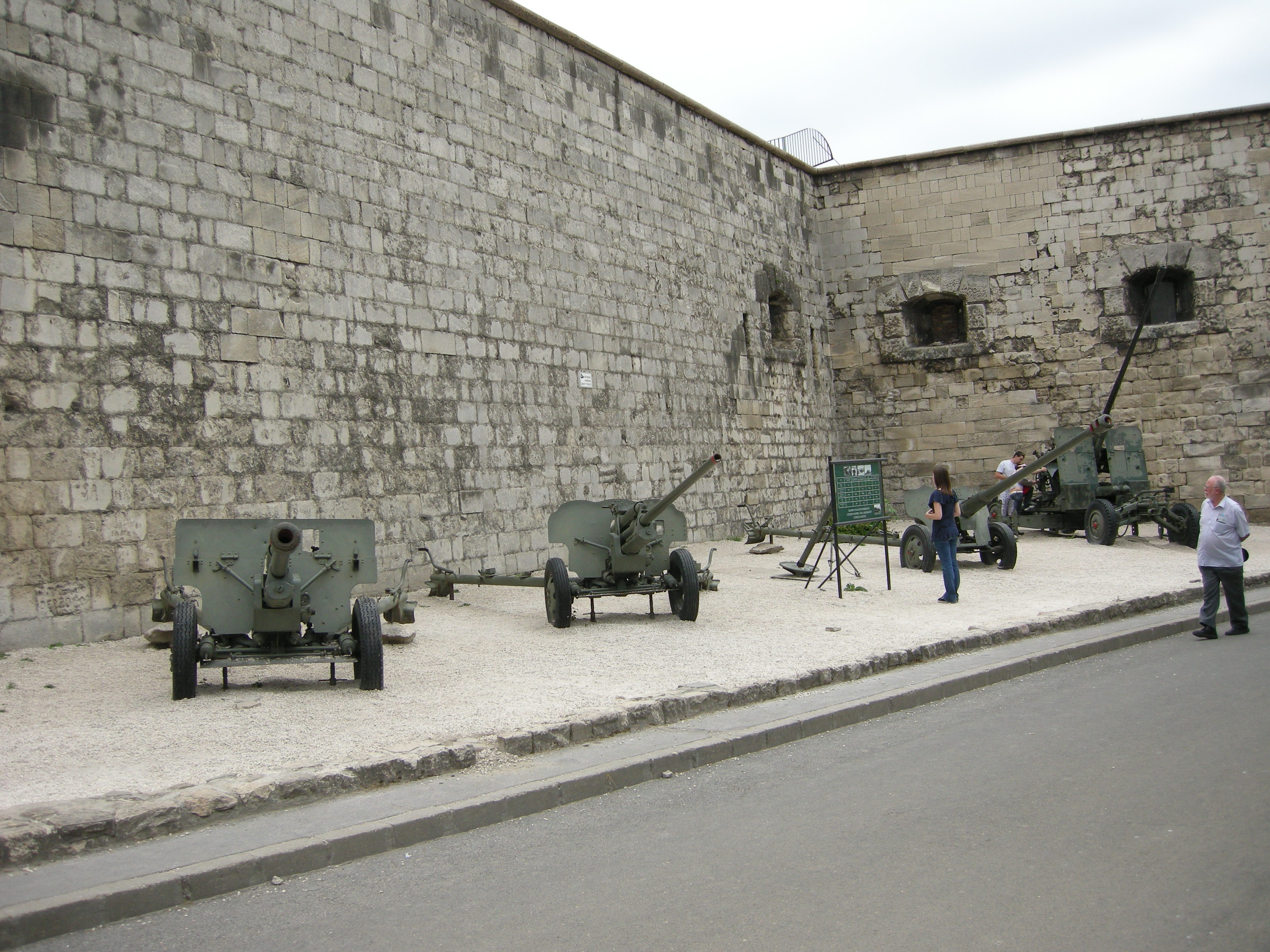
Зразки радянської зброї часів Другої світової війни

Поруч із поздовжньою стіною Цитаделі, що виходить на Дунай, відкрито експозицію невеликої колекції озброєння Червоної Армії, більшість із якої належать часів Другої світової війни. До колекції належать:
- 76-мм дивізійна гармата зразка 1942 року (ЗІС-3);
- 57-мм протитанкова гармата зразка 1941 року (ЗІС-2);
- 82-мм міномет БМ-37;
- 85-мм дивізійна гармата Д-44;
- С-60.